# Stéphane Oméonga
Stéphane Richi Oméonga (* 27. März 1996 in Lüttich) ist ein belgischer Fußballspieler, der beim FC Bnei Sachnin unter Vertrag steht.

## Karriere

### Verein
Stéphane Oméonga spielte ab 2013 drei Jahre lang für die Jugendmannschaften des RSC Anderlecht. Im Juli 2016 wechselste er zum italienischen Zweitligisten US Avellino 1912. Für den Verein aus der Region Kampanien absolvierte er 30 Spiele in der Saison 2016/17. In der Sommerpause verpflichtete der Erstligist CFC Genua Oméonga für eine Ablösesumme von 500.000 €. In Genua kam er in der Spielzeit 2017/18 meist als Einwechselspieler zum Einsatz. In der folgenden Serie A Saison spielte er bis Januar 2019 nur dreimal. Er wurde daraufhin nach Schottland zu Hibernian Edinburgh verliehen. Sein Debüt gab er gegen den FC Motherwell am 23. Januar 2019.
Für die Saison 2019/20 wurde er an den belgischen Verein Cercle Brügge mit anschließender Kaufoption ausgeliehen. Nachdem er in der Hinrunde nur dreimal für den Verein zum Einsatz gekommen war, wurde das Leihgeschäft im Januar 2020 vorzeitig beendet. Oméonga wurde daraufhin ein zweites Mal an Hibernian Edinburgh verliehen. Nach der Leihstation in Schottland wechselte er zu Delfino Pescara 1936. Im August 2021 unterschrieb Oméonga beim FC Livingston.
Im Jahr 2023 wechselte er nach Israel zum FC Bnei Sachnin.

### Nationalmannschaft
Seit 2017 stand Oméonga mehrfach für die Belgischen U-21-Nationalmannschaft auf Platz. Allerdings bestritt er bisher kein Spiel vollständig. Seit Ende der U-21 Europameisterschaft 2019 ist er für die U-21-Nationalmannschaft nicht mehr spielberechtigt.